# Lycée Jovan Jovanović Zmaj de Novi Sad
Le lycée Jovan Jovanović Zmaj de Novi Sad (en serbe cyrillique : Гимназија Јован Јовановић Змај у Новом Саду ; en serbe latin : Gimnazija Jovan Jovanović Zmaj u Novom Sadu) est le principal lycée de Novi Sad, la capitale de la Voïvodine, en Serbie. Il a été créé en 1810 et est situé au 4 rue Zlatne grede, dans le quartier de Stari grad. Le bâtiment qui abrite aujourd'hui l'établissement, construit en 1899 et 1900, est inscrit sur la liste des monuments culturels de grande importance de la république de Serbie (n° d'identifiant SK 1160),.

## Architecture

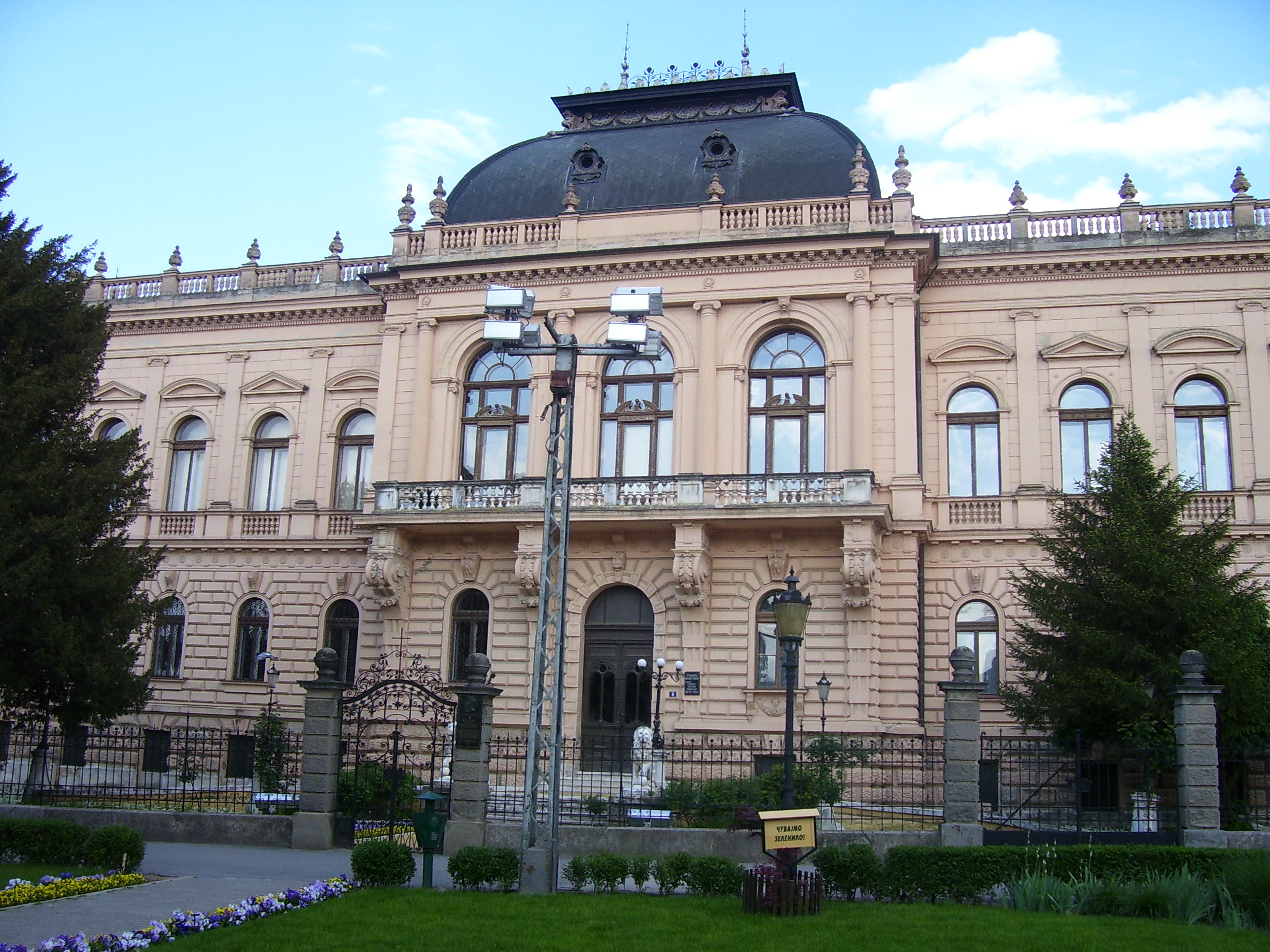
Le palais patriarcal de Sremski Karlovci, dessiné par Vladimir Nikolić

L'actuel bâtiment du lycée a été construit en 1899 et 1900, sur des plans de l'architecte Vladimir Nikolić (1857-1922), à l'emplacement de l'ancien Grand lycée orthodoxe serbe (Srpska pravoslavna velika gimnazija) remontant à la seconde moitié du XVIIIe siècle. Sa réalisation a été financée par le baron Miloš Bajić, un riche propriétaire terrien, député au Parlement de Hongrie et originaire de Zemun,. Sa structure prend la forme de la lettre cyrillique « П », qui symbolise l'Église orthodoxe serbe, Српска Православна Црква, et que l'on retrouve dans la structure du palais épiscopal de l'éparchie de Bačka de Novi Sad ou dans celle du palais patriarcal de Sremski Karlovci, eux aussi dessinés par Nikolić. La façade principale donne sur un parc et l'édifice dispose d'un sous-sol, d'un rez-de-chaussée et d'un étage.
Le lycée est caractéristique du style éclectique, avec de nombreux éléments néo-Renaissance particulièrement accentués au niveau du rez-de-chaussée. La façade, symétrique, est rythmée par deux avancées latérales et une avancée centrale plus marquée ; toutes ces projections sont surmontées de coupoles aplaties. Sur le plan horizontal, la façade est rythmée par des corniches séparant le rez-de-chaussée du premier étage et le premier étage du toit. Sur le plan vertical, l'avancée centrale est rythmée par des pilastres ; au rez-de-chaussée, elle présente un portail surmonté d'un fronton triangulaire et encadré par deux fenêtres arrondies. Au niveau du toit se trouve une statue en gypse de la déesse Athéna, œuvre du sculpteur Julije Anika.
À l'intérieur, la disposition des pièces, des bureaux et des salles de classe correspond à l'usage éducatif du bâtiment. Au premier étage se trouve une salle d'apparat richement décorée de stucs.
Des travaux de restauration sur le bâtiment ont été réalisés en 1984–1985, 2003, 2005 et 2006.

## Anciens élèves et professeurs
Parmi les anciens élèves et professeurs, on peut citer Jovan Jovanović Zmaj, Laza Kostić, Đuro Daničić, Svetozar Miletić, Đorđe Natošević, Vasa Stajić, Jovan Grčić Milenko, Isidor Bajić, Miloš Hadžić, Georgije Magarašević, Lazar Paču, Milovan Vidaković ; parmi les universitaires figurent Jovan Tucakov, Dušan Kanazir, Olga Hadžić ; parmi les acteurs, on peut citer Petar Kralj, Josif Tatić, Gordana Đurđević-Dimić, Aleksandra Pleskonjić-Ilić, Aleksandar Gajin ; des réalisateurs comme Dušan Makavejev, Voja Soldatović, le sculpteur Jovan Soldatović, Raša Popov, la femme politique Maja Gojković, ancienne maire de Novi Sad ou l'évêque Porfirije Perić, qui fut abbé du monastère de Kovilj, sont passés par le lycée.
Parmi les anciens du lycée, on peut encore citer Pavel Jozef Šafárik, Tihomir Ostojić, Pavle Pap, Đorđe Zličić, Miroslav Jovanović, Boško Petrović, Mladen Leskovac, Bogdan Čiplić, Bogoljub Stanković, Gedeon Dunđerski, Lazar Dunđerski, Jovan Dunđerski, Dušan Dunđerski, Živan Milisavac, Relja Savić, Paula Putanov, Berislav Berić, Vladimir Glišin, Rudolf Brucci, Raša Popov, Đorđe Balašević, Milos Jelic et Milorad Krstić.